# تشاك كوبر
تشاك كوبر (بالإنجليزية: Chuck Cooper)‏ هو ممثل أمريكي، ولد في 8 نوفمبر 1954 في الولايات المتحدة.

## أعمال

### أفلام
- (1999) الإعصار[4]
- (2007) الفصل 27

## وصلات خارجية
- تشاك كوبر على موقع IMDb (الإنجليزية)
- تشاك كوبر على موقع ميوزك برينز (الإنجليزية)
- تشاك كوبر على موقع أول موفي (الإنجليزية)
- تشاك كوبر على موقع قاعدة بيانات برودواي على الإنترنت (الإنجليزية)
- تشاك كوبر على موقع قاعدة بيانات الأفلام السويدية (السويدية)
- تشاك كوبر على موقع قاعدة بيانات الفيلم (الإنجليزية)